# Beachhandball-Asienmeisterschaften 2019
Die Beachhandball-Asienmeisterschaften 2019 waren die siebte Austragung der kontinentalen Meisterschaft Asiens im Beachhandball. Es gab je ein Turnier für Frauen und Männer parallel am selben Ort, welches vom 15. bis 24. Juni beziehungsweise vom 19. bis 24. Juni bei den Frauen in Weihai, China, durchgeführt wurde. Für die Frauen war es das fünfte Turnier. Die Veranstaltung wurde im Auftrag der Asian Handball Federation von der Chinese Handball Association organisiert.
Das Turnier diente einerseits zum Ermitteln eines kontinentalen Meisters, zum anderen aber auch zur Ermittlung der asiatischen Teilnehmer an den Weltmeisterschaften 2020 in Pescara, Italien sowie der World Beach Games 2019 in Doha. Hierfür qualifizierten sich jeweils die beiden Finalisten sowohl bei den Frauen als auch bei den Männern. Mit insgesamt 12 Mannschaften bei den Männern wurde ein neuer Teilnahmerekord aufgestellt, nur bei den ebenfalls in China ausgetragenen Asian Beach Games 2014 waren mit 14 Mannschaften mehr teilnehmende Nationen am Start. Bei den Frauen wurde mit sechs Mannschaften der Teilnahmerekord aus dem Jahr 2013 eingestellt. Auch die insgesamt 18 teilnehmenden Mannschaften sowie die 14 teilnehmenden Nationen beziehungsweise Regionen bedeuteten einen neuen Rekord, wenngleich nur Japan, Taiwan, Thailand und Indonesien und somit nicht einmal die gastgebenden Chinesen mit Mannschaften bei beiden Geschlechtern antraten. Aufgrund der COVID-19-Pandemie ging die Zahl der Teilnehmer bei der nachfolgenden um ein Jahr verschobenen Austragung stark zurück und konnten sich zumindest bei den Männern erst 2023 wieder fast auf dem Niveau von 2019 erholen. Da die Weltmeisterschaften 2020 ausfielen, hatte die Qualifikation dazu im Nachhinein keinen Wert mehr. Indonesien, Philippinen und Saudi-Arabien gaben 2019 ihr Debüt bei der kontinentalen Meisterschaft.
Die Auslosung der Spielgruppen erfolgte im Tianmu Resort Village in Zhang Jiachan Town in Weihai, wo die Spiele auch ausgetragen wurden.
| Frauen Details | Weihai, Volksrepublik China | China | keine Playoffs | Vietnam | Taiwan | keine Playoffs | Thailand |
| Männer Details | Weihai, Volksrepublik China | Katar | 2:0            | Oman    | Iran   | 2:1            | Vietnam  |

## Platzierungen
| Nation              | Frauen | Männer |
| ------------------- | ------ | ------ |
| Afghanistan         | 0–     | 11     |
| Volksrepublik China | 01     | 0–     |
| Hongkong            | 05     | 0–     |
| Indonesien          | 0–     | 12     |
| Iran                | 0–     | 03     |
| Japan               | 06     | 10     |
| Katar               | 0–     | 01     |
| Oman                | 0–     | 02     |
| Pakistan            | 0–     | 06     |
| Philippinen         | 0–     | 08     |
| Saudi-Arabien       | 0–     | 09     |
| Taiwan              | 03     | 07     |
| Thailand            | 04     | 05     |
| Vietnam             | 02     | 04     |
| Teilnehmerzahl      | 6      | 12     |

| Legende | Legende | Legende | Legende              |
| ------- | ------- | ------- | -------------------- |
| 1       | 2       | 3       | Podest-Platzierungen |
| 4       | 4       | 4       | Halbfinalist         |